# Hvězdnice chlumní

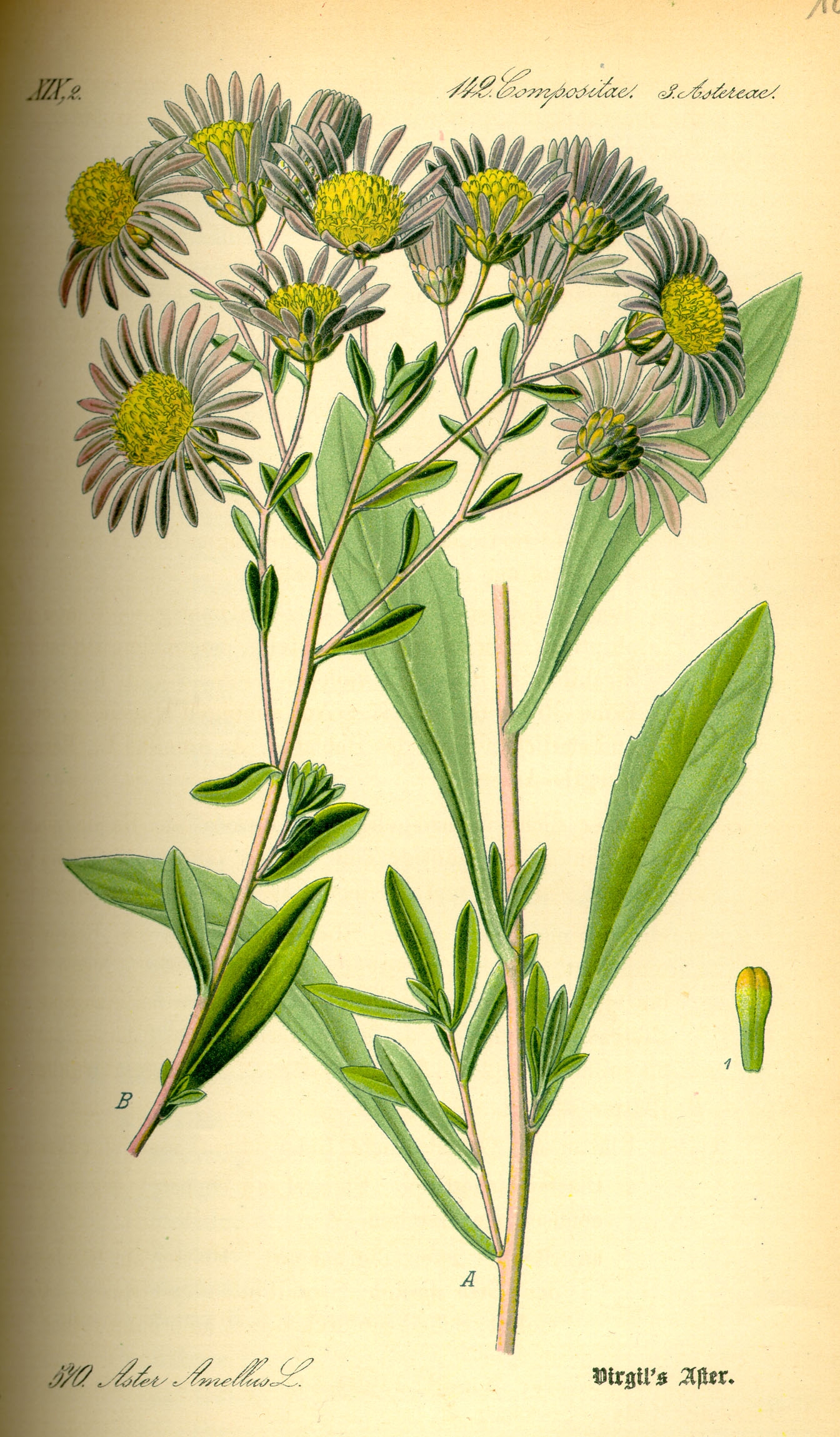
Nákres hvězdnice chlumní

Hvězdnice chlumní (Aster amellus) je vytrvalá, středně vysoká květina, která se vyskytuje na loukách jako planě rostoucí rostlina, nebo se též co okrasná rostlina pěstuje v květinových zahradách a parcích. V české přírodě se vyskytuje velice dlouho, je zde původní druh, ale jak se z krajiny vytrácejí její vhodná stanoviště, tak s nimi mizí i tento ozdobný druh.
Po rozdělení původního rozsáhlého rodu hvězdnice (Aster) do několika menších rodů zůstala hvězdnice chlumní jedním z pouhých dvou druhů rodu hvězdnice, které v české přírodě rostou.

## Rozšíření
Je rozšířena v západní, střední a jihovýchodní Evropě včetně evropské části Ruska, na západní Sibiři i v okolí Kavkazu. V Česku se její stanoviště nacházejí roztroušeně v teplejších oblastech kolem Prahy, v Polabí, okolo Žatce, Teplic a na střední a jižní Moravě.

## Ekologie
Vyskytuje se poměrně vzácně, nejčastěji na plně osluněných, výhřevných a sušších stanovištích na stráních, stepních nesečených loukách a mezích. Roste ve vápnitých půdách, které mohou být kamenité, nebo mají mělký půdní profil, v nížinách a pahorkatinách až do nadmořské výšky 700 m n. m. V zahradách a parcích se v mnoha kultivarech pěstuje na trvalkových záhonech, po okrajích nižších dřevin nebo ve skalkách v běžné, výživné půdě. Tvorba květů je závislá na délce dne, kvete od července do září, právě rozkvétající květy dobře poslouží i jako řezané květiny.

## Popis
Vytrvalá bylina s přímou, jemně chlupatou lodyhou vysokou 20 až 40 cm, která vyrůstá z krátkého, chudě větveného, obvykle vícehlavého oddenku. Lodyha je pevná, ve spodní části červenavě naběhlá, v horní části větvená a porostlá střídavými, poněkud tuhými, sivozelenými listy. Jsou řapíkaté a mají čepele trojžilné, eliptické nebo podlouhle kopinaté, na bázi zúžené do řapíku, na konci špičaté, po obvodě celokrajné nebo slabě zubaté a zespod krátce chlupaté. Hořejší listy jsou přisedlé, užší a špičatější, spodní v době kvetení již usychají.
Na konci lodyh se vyvíjejí květní úbory sestavené v počtu 5 až 15 do chocholičnaté laty. Slabě vonící úbory jsou 3 až 5 cm velké a mají bezplevé lůžko s dvěma druhy pětičetných kvítků. V terči bývá až 40 oboupohlavných kvítků se žlutými, trubkovitými korunami a po obvodě v jediné řadě až 20 samičích s úzce kopinatými až čárkovitými, jazykovitými, paprskujícími korunami modré až modrofialové (vzácně červené nebo bílé) barvy. Dvou či třířadý střechovitý zákrov se skládá z listenů okrouhle tupých, na špičkách načervenalých a mírně odstálých. Plody jsou obvejčité, z boku smáčknuté, řídce chlupaté, až 3 mm velké nažky s 5 mm dlouhým, nažloutlým chmýrem.
Doporučuje se rostliny množit dělením trsů v březnu či srpnu nebo semeny, která klíčí na světle. Vyšlechtěné kultivary nutno pro zachování vlastností rozmnožovat výhradně vegetativně, oddělky kořenů, řízkováním nebo mikropropagací (in vitro). Pro bohatou násadu květů všeobecně platí, že je vhodné trsy rostlin rozdělit co čtyři až pět let a nesázet na zamokřená stanoviště.

## Taxonomie
V České republice se druh vyskytuje ve dvou poddruzích, diploidní hvězdnice chlumní pravá (2n = 18) a hexaploidní hvězdnice chlumní velkoúborná (6n = 36). Rostliny obou poddruhů se z české krajiny postupně vytrácejí a proto jsou chráněné. Ve "Vyhlášce MŽP ČR č. 395/1992 Sb. ve znění vyhl. č. 175/2006 Sb." i v "Červeném seznamu cévnatých rostlin České republiky z roku 2012" jsou zařazené mezi ohrožené druhy (§3, C3).

## Galerie

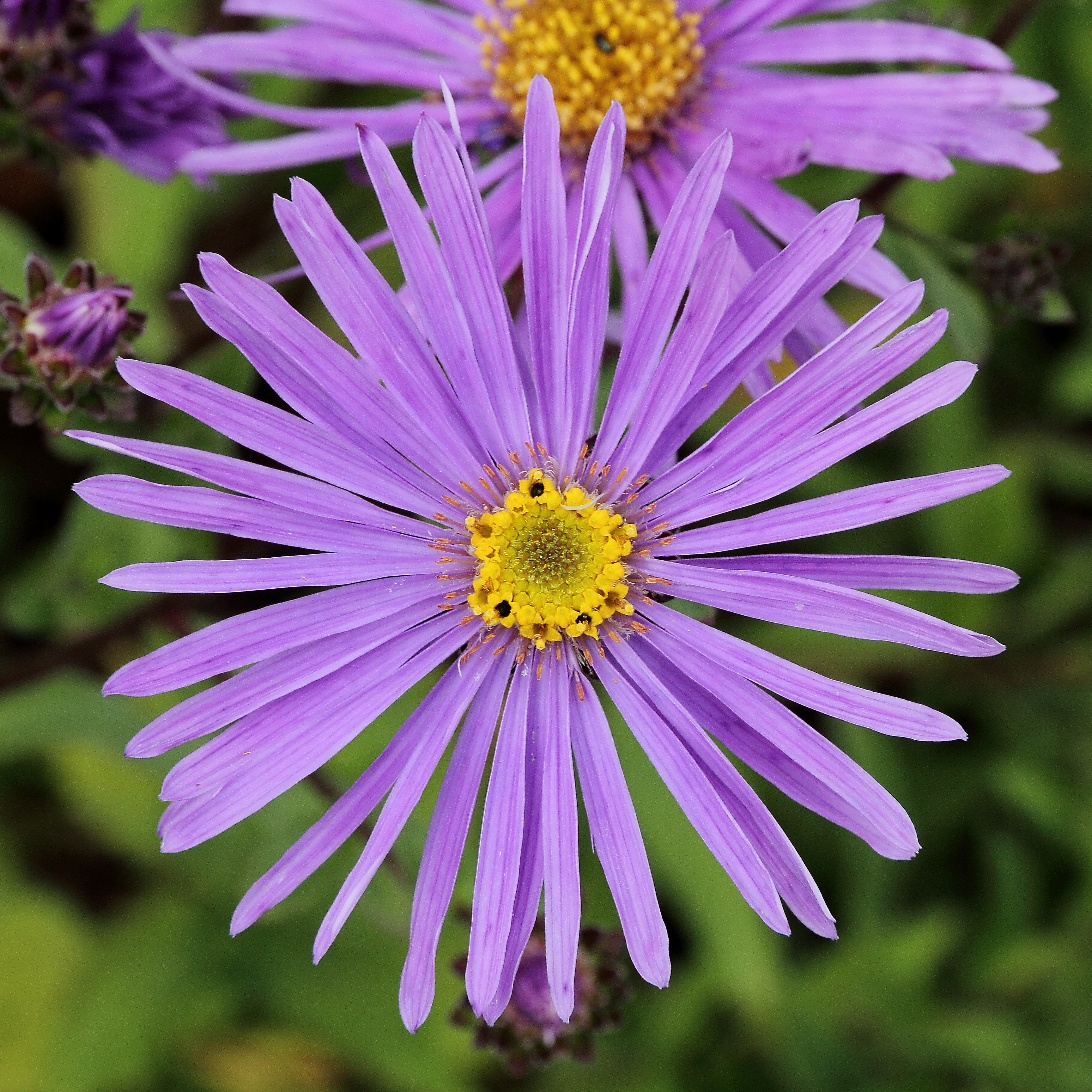
Květ
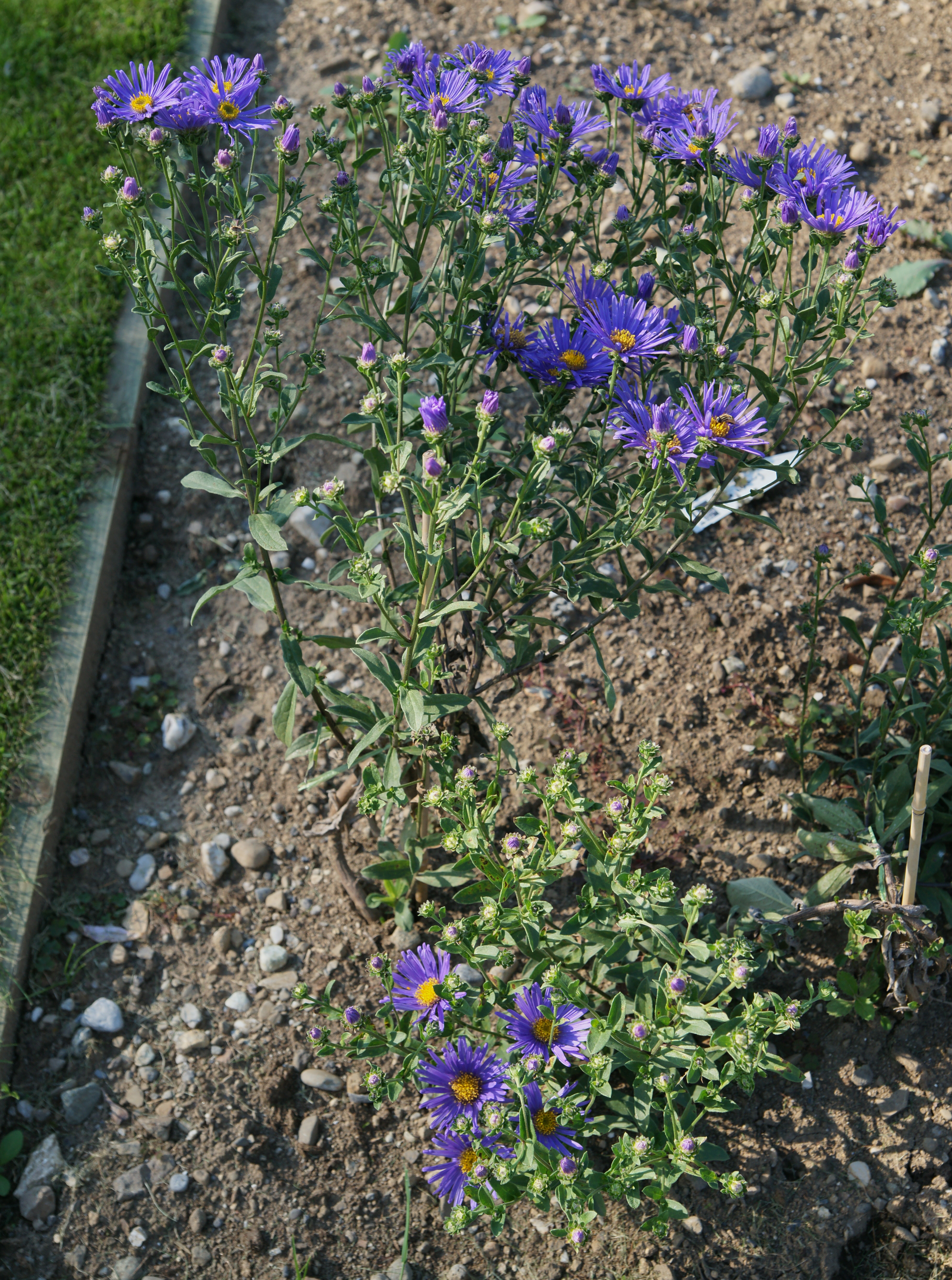
Kultivar 'Ultramarine'
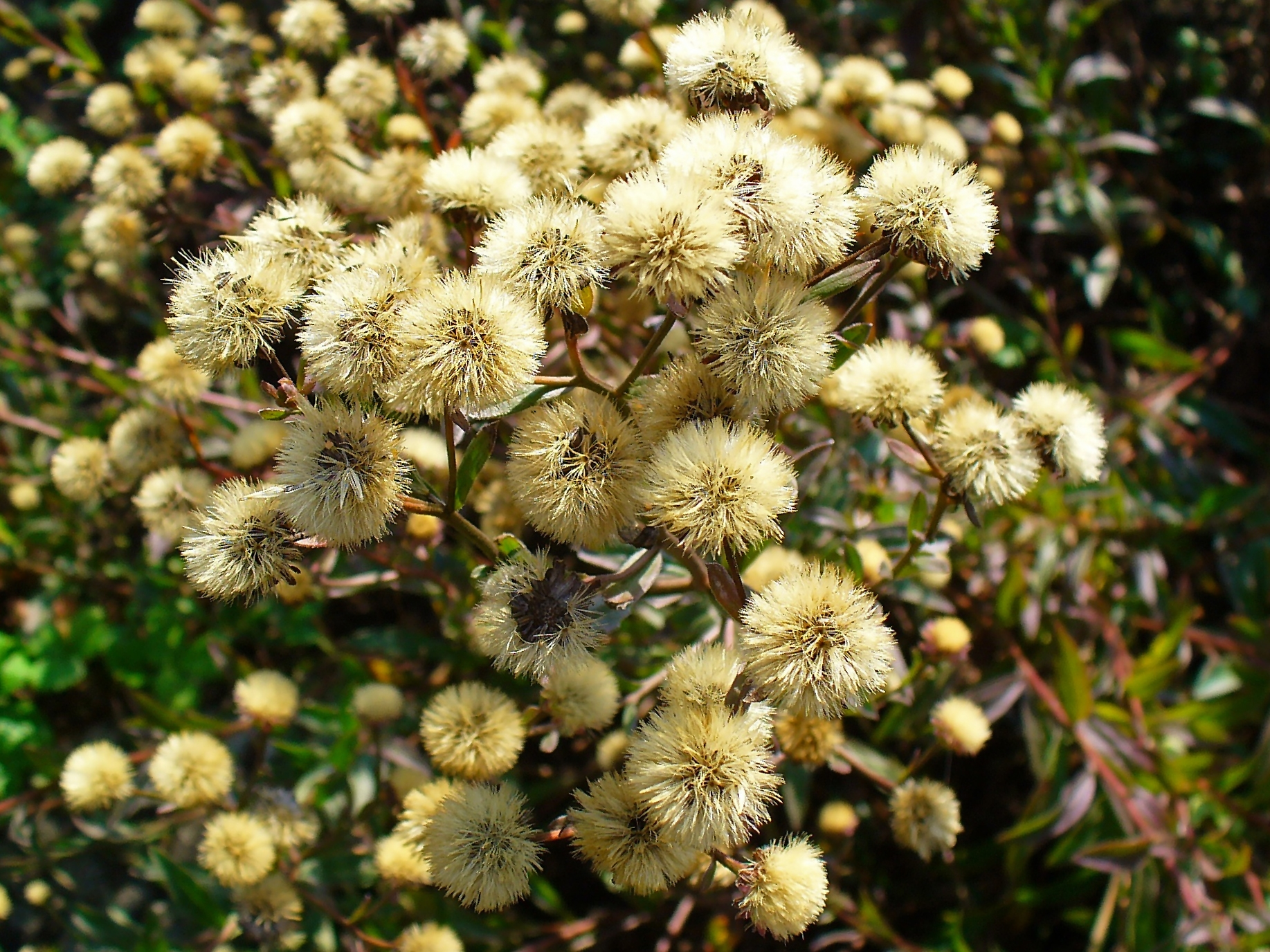
Odkvétající úbory
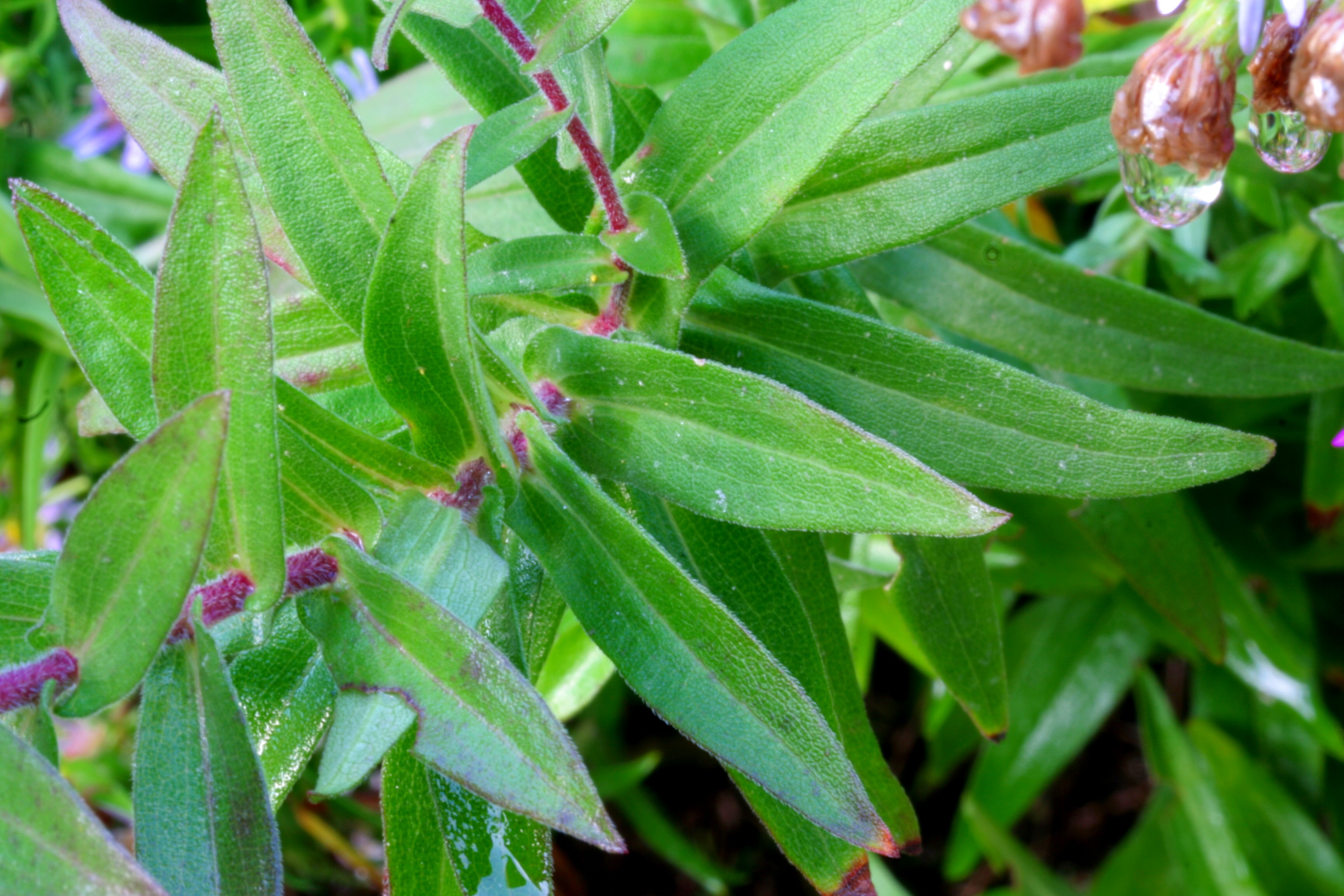
Listy